# 岩手県道149号侍浜停車場線
岩手県道149号侍浜停車場線（いわてけんどう149ごうさむらいはまていしゃじょうせん）は、岩手県久慈市を通る一般県道である。

## 概要
岩手県道153号侍浜停車場阿子木線と一体となり、久慈市北部と洋野町大野地区を短絡する。

### 路線データ
- 起点：侍浜停車場（侍浜駅）
- 終点：久慈市侍浜町字本町（国道45号・岩手県道279号侍浜夏井線交点）

## 路線状況

### 重複区間
- 岩手県道153号侍浜停車場阿子木線（起点 - 久慈市侍浜町字堀切）

## 地理

### 通過する自治体
- 久慈市

### 交差する道路
- 岩手県道153号侍浜停車場阿子木線（久慈市侍浜町字堀切）
- 国道45号・岩手県道279号侍浜夏井線（終点）

### 沿線の施設など
- JR八戸線 侍浜駅